# 阿賓傑的伍頓女男爵芭芭拉·伍頓
阿賓傑的伍頓女男爵芭芭拉·法蘭西絲·伍頓，CH[?]（1897年4月14日—1988年7月11日），英國社會科學家、犯罪學家和工黨政治家，1958年8月8日成為首位獲冊封終身貴族的女性，同年10月21日成為上議院首批女議員之一。
伍頓畢業於劍橋大學格頓學院，畢業後歷任倫敦大學校外課程部導修課程學務主任和貝德福學院經濟學、社會學及社會研究學系主任等職，其後於1952年至1957年擔任納菲爾德研究院士。她多年來的學術著作甚豐，早期題材集中於經濟議題，但後期著作多數涉及犯罪學、毒品和薪酬政策等社會問題。她除了支持社會民主主義，又積極提倡設立國際性的和平制度，且親身參與創立聯邦聯會，推動國際友好和合作。
伍頓一生參與大量公職，除了在1926年至1970年長期擔任倫敦太平紳士外，又曾擔任四個皇家委員會的委員，探討工人補償、傳媒、公務員薪酬和刑法等廣泛的社會議題。加入上議院後，她特別關注刑法和毒品事務，並推動不少社會改革，當中包括促成國會在1965年初步通過廢除死刑、1972年引入社會服務令、以及在1987年廢除公立及政府資助學校的體罰制度等。她在1968年底向政府提交的《伍頓報告書》，也影響國會通過《1971年誤用毒品法令》，減輕對管有小量大麻人士的懲罰。

## 生平

### 早年生涯
伍頓女男爵本名芭芭拉·法蘭西絲·阿當（Barbara Frances Adam），1897年4月14日生於英國劍橋一個學者家庭，她的父母都是西洋古典學學者，父親詹姆士·阿當博士（Dr James Adam，1860年－1907年）曾任劍橋大學伊曼紐爾學院高級導師，著有The Religious Teachers of Greece（《希臘宗教先師》）等書；母親阿德拉·瑪莉安·肯辛頓（Adela Marion Kensington，1866年－1944年）也曾任劍橋大學格頓學院院士。即使是家中的家貓，都是以古希臘哲學家柏拉圖命名，學術氛圍濃厚。
芭芭拉在家中排行最小，她有兩名兄長，分別名叫尼爾·肯辛頓·阿當（Neil Kensington Adam，1891年－1973年）和阿瑟·恩尼斯·阿當（Arthur Innes Adam，1894年－1916年），其中長兄尼爾後來成為化學家，並當選皇家學會院士。芭芭拉早年在家中受教，一直到13歲的時候才以日校生的身份獲安排入讀劍橋的佩斯女子高校（Perse High School for Girls），畢業後在母親慫恿下，通過入學試入讀劍橋大學格頓學院，跟父母一樣主修古典文學。
芭芭拉早年的時候曾遭逢不少變故，首先是10歲的時候，只有47歲的父親在1907年病故；其次是讀高校的時候最要好的同學離世，以及二哥阿瑟在1916年於法國參與第一次世界大戰的時候陣亡。在1917年，芭芭拉與約翰·衛斯理·伍頓（John Wesley Wootton）結婚，從此跟丈夫改姓伍頓，但丈夫五星期後在法國戰場上陣亡，更對她構成畢生打擊。與此同時，她對古典文學失去了興趣，經過一場大病康復後，她在1918年轉讀她認為更實用的經濟學，並於1919年取得一級榮譽畢業。但諷刺的是，鑑於當時重男輕女的風氣仍重，她被禁止跟男畢業生一樣在自己的姓名後加上代表文學士的「BA」名銜。她後來再從劍橋大學取得文學碩士（MA）學位。

### 學術生涯
大學畢業後，伍頓最初在倫敦政治經濟學院任職研究生，但旋於1920年獲母校格頓學院聘任為經濟學購師兼學務主任，主講「國家的經濟功能」一課。可是，當時的劍橋大學校方未有正式准許女性講課，因此在課程表上，她的課堂都注明由另一講師赫伯特·D·亨德森（Hurbert D. Henderson）負責，但再以星號附注提示由「伍頓夫人」講授。1922年，支持工黨的她獲聘轉到工會大會及工黨聯合研究部擔任研究員，雖然她很快便對工作失去興趣，但她仍然「不減對勞工運動和社會主義的絕對熱誠」。

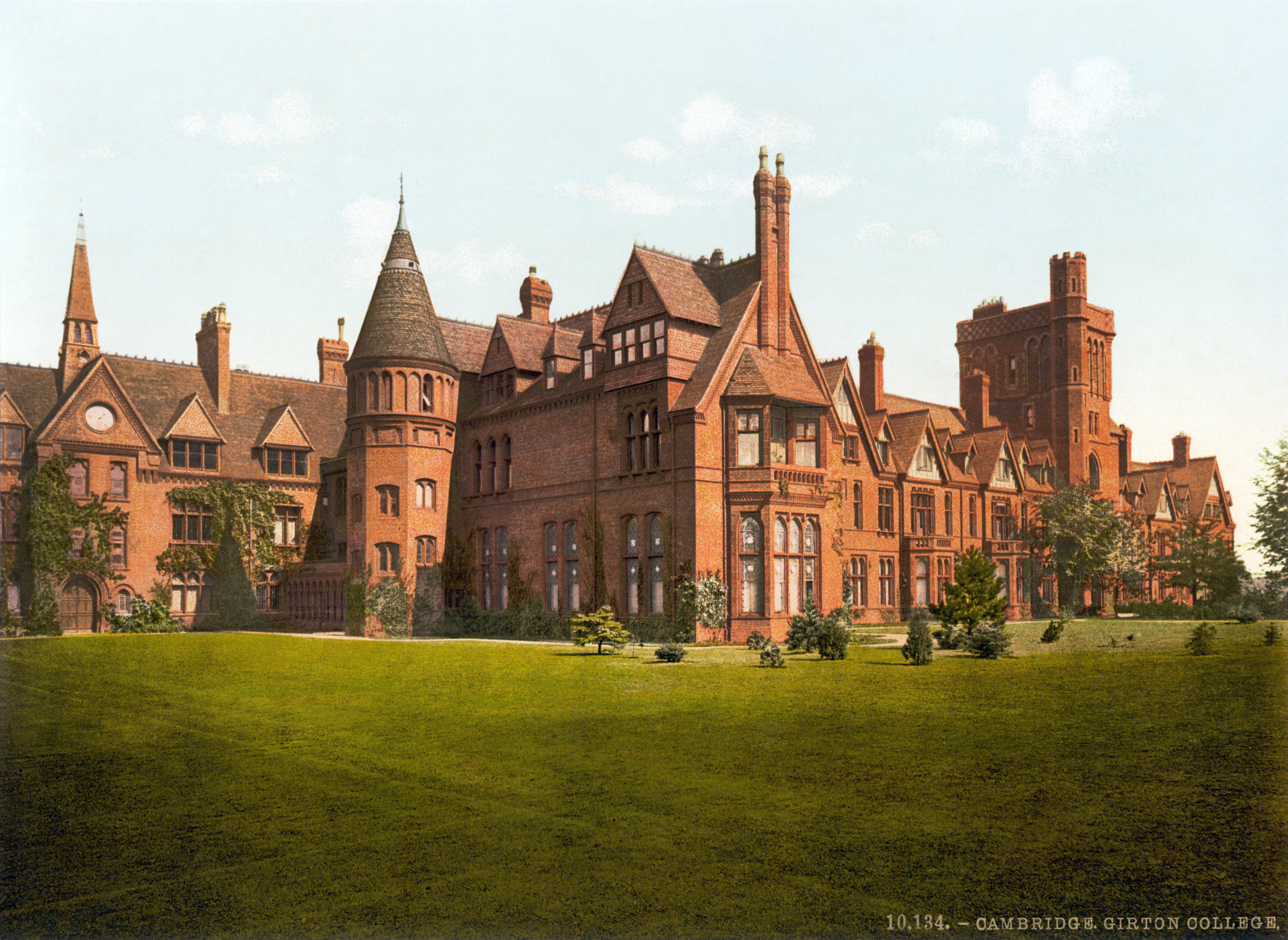
鑑於其女性的身份，伍頓在劍橋大學格頓學院任教期間被禁止以她的名義開課

1926年離開工會大會及工黨聯合研究部後，伍頓曾短暫地於1926年至1927年獲聘為莫萊在職男女學院院長，未幾於1927年加入倫敦大學校外課程部，出任轄下導修課程的首任學務主任，一任17年，對該校成人教育的早期發展奠下基石。1944年，她競逐倫敦政治經濟學院社會科學系主任教席失敗，但旋以高級講師身份獲聘任為倫敦大學貝德福學院（1985年合併到皇家哈洛威學院）經濟學、社會學及社會研究學系主任，復於1948年正式取得教授身份。不過，她討厭向學生教授傳統的社會學理論，也拒絕沾手學院政治。1952年屆滿退休年齡後，她仍然留在貝德福學院，但改任納菲爾德研究院士，期間對歷來社會病理學研究的成果進行評估。1957年卸任後，她於1959年發表Social Science and Social Pathology（《社會科學和社會病理學》）一書，作為對研究的總結。
伍頓多年來的學術著作甚豐，讀經濟學出身的她，早期著作集中於經濟議題，但經歷大蕭條後，卻力主批評經濟學提出的種種理論沒有實效，也無助於政府解決實際的經濟議題。她在1938年出版的Lament for Economics（《經濟學輓歌》）一書，更是大蕭條時代英國學界批判經濟學的學術著作代表之一。伍頓踏入後期以社會科學家自居，深入研究各項社會議題，著作主題也以研究犯罪學、毒品和薪酬政策等社會問題為主。
伍頓是堅定的費邊主義支持者和社會民主主義者，反對以史大林形式的極權主義達至社會主義。自少放棄宗教信仰的她與其他不可知論者一樣，相信世俗道德，並以功利主義原則為依歸。雖然身為社會科學家，但她並不屬於任何學派，學術著作也沒有受任何主要學說影響，相反，她堅持的社會科學在於以科學方法研究社會問題。1959年至1964年，她還擔任英國社會學協會會長一職。
此外，首任丈夫在1917年一次大戰期間陣亡，也促使伍頓日後的論說積極提倡設立永久的和平制度，避免大戰再度爆發。早於1927年，她應邀前往瑞士日內瓦出席國際聯盟世界經濟會議，是與會四名婦女代表的其中一位；國際聯盟的失敗與第二次世界大戰爆發後，她參與籌設聯邦聯會（Federal Union），並在1939年至1940年和1939年至1943年分別擔任聯會的臨時執行委員會主席和全國理事會主席，與貝弗里奇勳爵和羅賓斯勳爵等學者致力提倡設立以國家為單位的聯盟以促進國際友好和合作。該會在二戰後進一步提倡英國加入歐洲經濟共同體，以強化與歐洲大陸的關係。1957年，她參與發起核裁軍運動，以及在1962年贊助在蘇聯莫斯科舉行世界和平會議，謀求在冷戰中維持世界和平。

### 公職生涯
從早年投身學術工作開始，伍頓便積極參與不同的社會公職，當中包括在1924年應當時的工黨政府邀請，擔任國債及稅務事宜部門委員會委員，至1927年卸任。1926年，她又獲委任為倫敦太平紳士，在任44年，到1970年才告退任，任內曾於1946年至1962年兼任倫敦少年法庭裁判小組主席。繼後，她又多次獲歷屆政府委任到不同的委員會供職，當中包括在1938年至1944年擔任工人補償皇家委員會委員、1946年至1949年任商舖營業時間跨部門委員會委員、以及在1947年至1949年任傳媒事務皇家委員會委員。在貝德福學院任教期間，她於1948年至1950年獲委任到負責大學撥款事宜的大學教育資助委員會出任委員，後來在1950年至1956年出任英國廣播公司董事局董事一職。

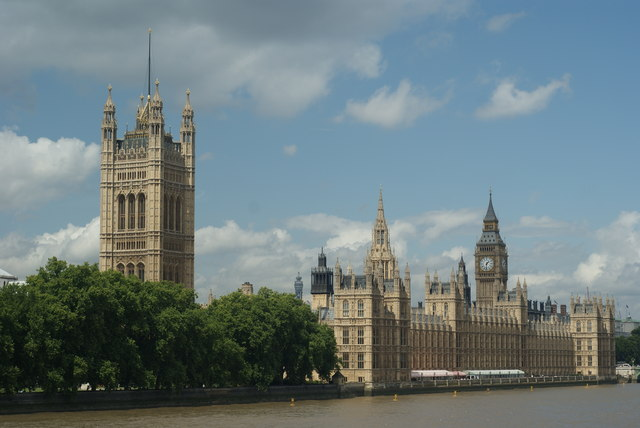
伍頓在1958年8月8日成為歷來首位獲冊封終身貴族的女性，同年10月21日宣誓就職為上議院首批女議員之一

1953年至1955年，伍頓獲委任為公務員事務皇家委員委員，就公務員薪酬事宜展開研究。委員會的工作促成她後來分別於1955年和1974年發表The Social Foundations of Wage Policy（《薪酬政策的社會基礎》）和Incomes Policy: an Inquest and a Proposal（《入息政策：研判和建議》）兩書，除了研究入息控制對社會的影響以外，還提倡「理性薪俸」（rational pay）的概念。
1958年4月，國會通過《終身貴族爵位法令》，容許君主冊封普通庶民為終身貴族，與既有的世襲貴族一同以議員身份在上議院議事。法令還首次准許女性獲冊封為終身貴族，意味法令生效後上議院將首度出現女性議員。1958年7月24日，英廷在保守黨籍首相麥美倫提名下公佈首批14位終身貴族，當中包括伍頓、雷丁侯爵夫人、凱瑟琳·艾略特女爵士和雷文斯代爾女男爵四名女性。其中，剛卸任納菲爾德研究院士不久的伍頓率先在1958年8月8日獲得冊立，是為薩里郡阿賓傑公地的阿賓傑伍頓女男爵（Baroness Wootton of Abinger, of Abinger Common in the County of Surrey），同年10月21日，她緊隨獲冊封斯旺伯勒女男爵的雷丁侯爵夫人，宣誓就職成為英國歷史上第二位上議院女議員。她後來更於1967年獲選為上議院其中一名副議長，是首度有女性獲選。
在上議院內，伍頓參與一系列與社會事務相關的立法工作，並特別關注刑法和毒品相關的議題。憑藉她長年擔任太平紳士以及在少年法庭供職的經驗，她還在1958年至1961年兼任刑事法院業務跨部門委員會委員、1961年至1964年任審裁處理事會理事、1963年至1967年任犯罪統計數字跨部門委員會委員、1964年至1966年任懲教制度皇家委員會委員、以及在1966年至1979年任懲教顧問理事會理事。在歷年來的工作當中，伍頓推動不少重要的社會改革，其中包括成功推動國會在1965年初步通過廢除死刑，以及經過長期爭取，促成政府在1987年立法禁止在公立和政府資助學校施行體罰。另外，伍頓在1966年至1970年兼任外界稱之為「伍頓委員會」的懲教顧問理事會轄下非拘留性及半拘留性判決小組委員會主席，委員會在1970年發表的報告書，也直接使到英格蘭及威爾斯地區在1972年引入性質較溫和社會服務令，取代以傳統監禁的方式懲治干犯輕微罪行的人士，希望能夠協助他們改過新生。
另一方面，伍頓在1967年至1970年出任常務毒品依賴顧問局委員、1967年至1968年任該局轄下的迷幻藥小組委員會主席、以及在1971年至1974年任誤用毒品顧問局委員。在迷幻藥小組委員會主席任內，她與其他委員探討大麻在國內的吸食問題，並在1968年11月向當時的工黨政府提交《伍頓報告書》（Wootton Report），報告書隨後於1969年1月向外發表，引起公眾討論。報告書雖然贊成繼續對大麻作出管制，但結論適量服食大麻不會對身體有害、不會上癮、也沒有證據顯示服食大麻與干犯嚴重罪行和其他反社會行為有任何直接關係，報告書因此認為政府不應對大麻採取對海洛英和鴉片同等的管制，同時應該以較輕的罰則處罰只管有小量大麻的人士。報告書發表後，主管禁毒事務的時任內政大臣詹姆斯·卡拉漢一度批評報告書有欠中立；但一年後，卡拉漢即著手草擬新的毒品管制草案，有關草案復由後來的保守黨政府主導下獲國會通過制定成《1971年誤用毒品法令》，該法例最終參考了《伍頓報告書》的建議，減輕對管有小量大麻人士的懲罰。
伍頓積極在上議院爭取合理放寬對藥物的管制，並在1976年向上議院提出私人草案，建議容許身患絕症的病人可不受限制地服食管制藥物，以減輕患者的痛楚，而所有因此死亡的病人都應該被界定為死於「意外」（misadventure）。她強調草案的目的是希望絕症病人有權為減輕痛楚而服食可造成昏迷的藥物，以及賦予病人選擇拒絕接受深切治療的權利。儘管伍頓的草案是出於保障病人權益而提出，但草案的內容並不嚴謹，再加上構思未獲當時的社會風氣接受，結果草案以62票對23票被上議院否決。
伍頓有關刑法和藥物方面的工作都由內政部主導，因此多年來的公職都與內政部有關，她甚至曾打趣地說內政部的大委員會室是她渡過「終身監禁」的地方。此外，熱愛郊野的她還在1966年獲委任為國家公園委員會主席，到1968年，委員會改組成為郊野委員會，兼管國家公園以外的郊野範圍，伍頓遂過渡到新成立的委員會擔任首任主席，至1970年卸任。

### 晚年生涯
伍頓晚年專注刑法、藥物和薪酬等社會議題，並堅持繼續寫作，她的最後一本著作Crime and Penal Policy（《犯罪及懲教政策》）在1978年出版。為表彰她多年來在學術界和公職方面的表現，她先後獲13家大學頒授榮譽博士學位、以及分別在1964年、1965年和1979年當選倫敦大學貝德福學院、劍橋大學格頓學院和皇家精神科醫學院榮譽院士。1977年，她還獲英女皇伊利沙伯二世頒授名譽勳位。
伍頓晚年的身體狀況大不如前，需要以輪椅代步，但仍不時在上議院發言，至1985年為止。不久以後，她因為健康倒退，被迫遷出居住在薩里郡阿賓傑多年的鄉郊寓所，遷入鄰近位於納特菲爾德（Nutfield）的療養院霍姆斯代爾園（Holmesdale Park）渡過餘生。1988年7月11日，伍頓在療養院內逝世，終年91歲，相信世俗主義的她生前不信宗教，也不相信人身後會到另一世界。在她的好友安排下，她的喪禮在7月20日於倫敦高德斯綠園火葬場以簡單的儀式低調舉行，遺體火葬後骨灰灑落於火葬場旁邊的紀念園內。她的自傳In a World I Never Made（《在我從沒過的世界》）在1967年出版，有關她的文獻則主要存放於母校劍橋大學格頓學院。

## 個人生活
芭芭拉在1917年9月5日嫁給阿瑟·伍頓（Arthur Wootton）的兒子約翰·衛斯理·「傑克」·伍頓（John Wesley "Jack" Wootton）。約翰來自諾定咸，是芭芭拉大哥尼爾的朋友，也是劍橋大學三一學院的德比伯爵研究生。當時正值第一次世界大戰，兩人沒有渡蜜月，婚後相處只有36小時後，芭芭拉在倫敦維多利亞車站親自目送丈夫乘火車離開，前赴法國戰場。惟此一訣別後五星期，約翰在10月11日陣亡於法國戰場，夫妻自此陰陽相隔，芭芭拉從軍方收到的，就只有丈夫在戰場上遺下的一套染血軍服。丈夫的去世再加上沒有子女，均對她構成畢生打擊。
丈夫身後多年，芭芭拉在1935年再嫁喬治·珀西瓦爾·萊特（George Percival Wright）。喬治來自倫敦，父親名托馬斯·萊特（Thomas Wright），他是芭芭拉在倫敦大學校外課程部任職時的同事，迎娶她前曾經兼職的士司機，後來取得倫敦政治經濟學院文憑。然而，兩人婚姻關係並不美滿，喬治一方面表示最愛芭芭拉，但背後卻有多段婚外情。雖然如此，喬治在1964年因癌病去世前，都是由她親自照顧。芭芭拉在第二段婚姻也沒有誕下子女，而儘管她嫁給喬治以後，姓氏由伍頓改為萊特，但伍頓這個姓氏始終較為外界常用。
在學術和公職工作以外，遊訪郊野是她的最大興趣，也正是這種原因，她被挑選在1966年至1970年先後出任國家公園委員會主席和郊野委員會主席。晚年居於薩里郡郊區的時候，照顧在後院飼養的兩頭驢子成為她的主要樂趣。伍頓早年還嘗試短篇故事和小說寫作，曾於1933年和1936年分別出版Twos and Threes（《三三兩兩》）和London's Burning（《倫敦大火》）兩書，但兩本書都不及她的學術著作成功。

## 部份著作
- Twos and Threes, 1933.

（直譯：《三三兩兩》，1933年。）
- Plan or No Plan, 1934.

（直譯：《有或沒有計劃》，1934年。）
- London's Burning, 1936.

（直譯：《倫敦大火》，1936年。）
- Lament for Economics, 1938.

（直譯：《經濟學輓歌》，1938年。）
- End Social Inequality, 1941.

（直譯：《結束社會不公》，1941年。）
- Freedom Under Planning, 1945.

（直譯：《規劃下的自由》，1945年。）
- Testament for Social Science, 1950.

（直譯：《社會科學遺言》，1950年。）
- The Social Foundations of Wage Policy, 1955.

（直譯：《薪酬政策的社會基礎》，1955年。）
- Social Science and Social Pathology, 1959.

（直譯：《社會科學和社會病理學》，1959年。）
- Crime and the Criminal Law, 1964.

（直譯：《犯罪與刑事法》，1964年。）
- In a World I Never Made, 1967.

（直譯：《在我從沒過的世界》，1967年。）
- Contemporary Britain, 1971.

（直譯：《當代英倫》，1971年。）
- Incomes Policy: an inquest and a proposal, 1974.

（直譯：《入息政策：研判和建議》，1974年。）
- Crime and Penal Policy, 1978.

（直譯：《犯罪及懲教政策》，1978年。）

## 榮譽

### 殊勳
- 以下列出榮譽全稱及縮寫：^ 
  - 太平紳士（J.P.） （倫敦，1926年至1970年[5]）
  - 終身貴族 （1958年8月8日[16]）
  - 名譽勳位（C.H.） （1977年女皇壽辰及加冕銀禧名單[25]）

### 榮譽學位
- 榮譽博士學位[5]
  - 哥倫比亞大學 （美國紐約）
  - 諾定咸大學
  - 雅息士大學
  - 利物浦大學
  - 鴨巴甸大學
  - 約克大學
  - 侯城大學
  - 伯明翰阿斯頓大學
  - 巴斯大學
  - 修咸頓大學
  - 華威大學
  - 劍橋大學
  - 倫敦大學

- 榮譽院士[5]
  - 倫敦大學貝德福學院（英语：Bedford College (London)） （1964年）
  - 劍橋大學格頓學院 （1965年）
  - 皇家精神科醫學院 （1979年）

### 頭銜
- 芭芭拉·阿當女士 （Miss Barbara Adam，1897年4月14日－1917年9月5日）
- 芭芭拉·伍頓夫人 （Mrs Barbara Wootton，1917年9月5日－1926年）
- 芭芭拉·伍頓夫人，JP （Mrs Barbara Wootton, JP，1926年－1935年）
- 芭芭拉·萊特夫人，JP （Mrs Barbara Wright, JP，1935年－1958年8月8日）
- 阿賓傑的伍頓女男爵閣下，JP （The Rt. Hon. the Baroness Wootton of Abinger, JP，1958年8月8日－1970年）
- 阿賓傑的伍頓女男爵閣下 （The Rt. Hon. the Baroness Wootton of Abinger，1970年－1977年6月11日）
- 阿賓傑的伍頓女男爵閣下，CH （The Rt. Hon. the Baroness Wootton of Abinger, CH，1977年6月11日－1988年7月11日）

## 注腳
1. 1 2 3 4 5 6 7 8 9 10 11 12  Halsey (2004)
2. 1 2  Giles (2004)
3. 1 2 3 4 5 6 7 8 9 10 11 12 13 14 15 16 17 18 19 20 21 22  "Baroness Wootton of Abinger" (13 July 1988)
4. 1 2  Adam (1920)
5. 1 2 3 4 5 6 7 8 9 10 11 12 13 14 15  "WOOTTON OF ABINGER, Baroness" (1996)
6. ↑  "On Economics and Social Science" (retrieved on 6 May 2013)
7. ↑  Coleman (2005), p. 5.
8. 1 2 3 4 5 6 7 8  "About Barbara Wootton: Short Biography" (retrieved on 6 May 2013)
9. ↑  Delamont (2003), p. 16.
10. 1 2  "Baroness Wootton" (20 July 1988)
11. 1 2  Lipgens and Loth (1985), p. 138.
12. ↑  Priestley (1955)
13. ↑  Burch (1987), p. 305.
14. 1 2  "Life Peerages Act 1958" (retrieved on 6 May 2013)
15. ↑  "The first life peers" (retrieved on 6 May 2013)
16. 1 2  "Issue 41467 （页面存档备份，存于）", London Gazette, 8 August 1958, p. 2.
17. 1 2  "Barbara Frances Wootton, Baroness Wootton of Abinger (1897-1988)" (retrieved on 6 May 2013)
18. ↑  "BARONESS WOOTTON OF ABINGER" (21 October 1958)
19. 1 2 3  Dod and Dod (1988), p. 314.
20. ↑  Wootton (December 1977), pp. 110-112.
21. ↑  McGagh (August 2007), p. 1.
22. ↑  Schofield (11 September 2010)
23. 1 2  Abrams (June 2008), pp. 43-48.
24. 1 2 3 4 5 6  Oakley (2011)
25. 1 2  "Supplement to Issue 47234", London Gazette, 10 June 1977, p. 27.
26. ↑  "Ms Barbara Wooton" (retrieved on 6 May 2013)
27. ↑  Lipgens and Loth (1985), p. 7.

## 延伸閱讀
- Wootton, Barbara, In a world I Never Made: Autobiographical Reflections. Allen & Unwin, 1967.
- Hallucinogens Sub-Committee Report on Cannabis （页面存档备份，存于）. Great Britain: Home Office, 1968.

## 外部連結
- Barbara Wootton: A Critical Woman （页面存档备份，存于）（英文）
- A Critical Woman: Barbara Wootton, Social Science and Public Policy in the Twentieth Century（英文）
- 阿賓傑伍頓女男爵的上議院發言紀錄 （页面存档备份，存于）（英文）

| 官衔                      | 官衔                             | 官衔                  |
| ------------------------- | -------------------------------- | --------------------- |
| 前任： 斯特朗勳爵         | 國家公園委員會主席 1966年-1968年 | 繼任： 郊野委員會主席 |
| 前任： 國家公園委員會主席 | 郊野委員會主席 1968年-1970年     | 繼任： 約翰·克里普斯  |